# Abdij van Maredret

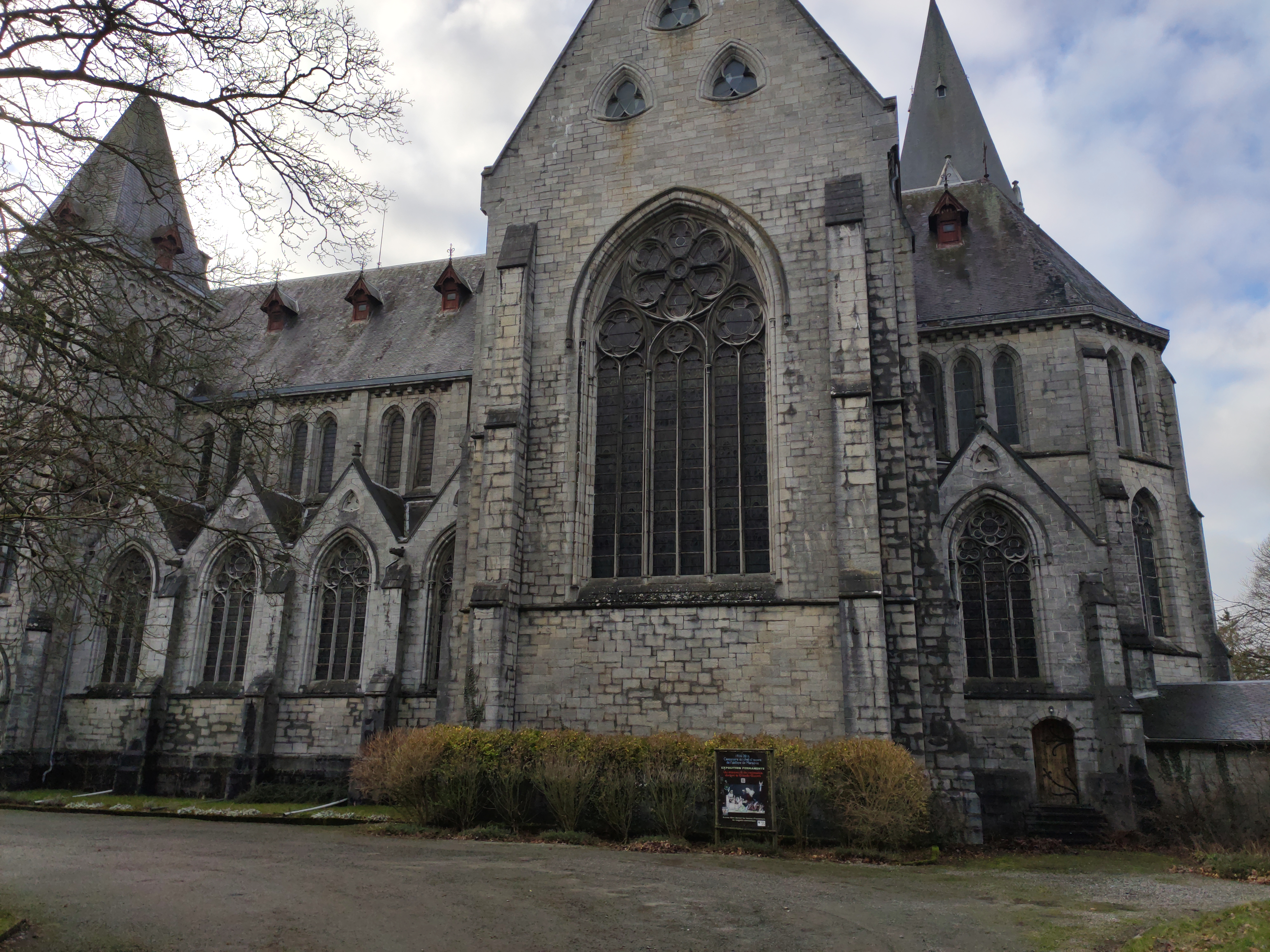
De abdij van Maredret

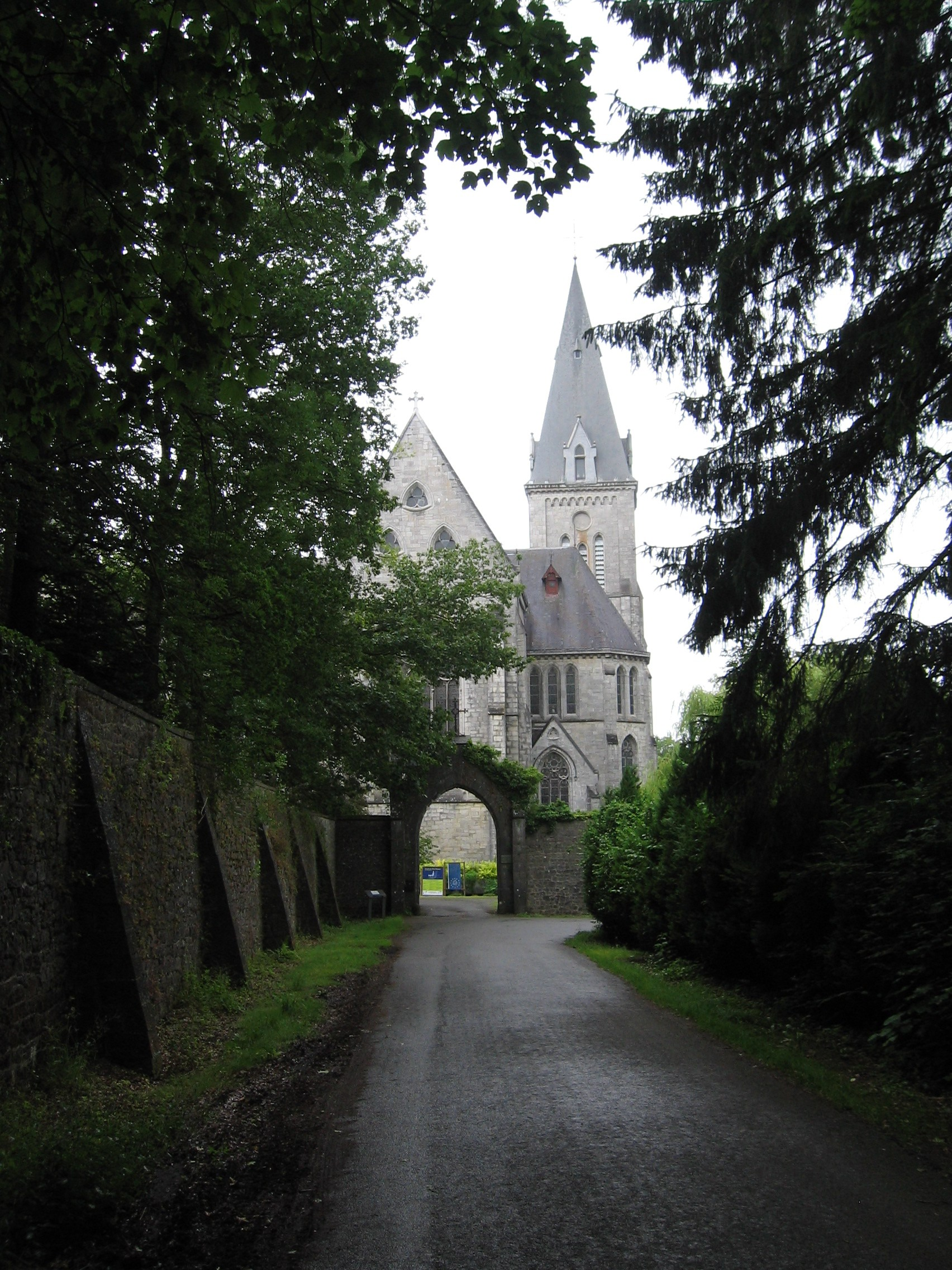
Toegangspoort tot de abdij van Maredret

De abdij van Maredret (ook bekend als l'Abbaye des Saints Jean et Scolastique) is een abdij in Maredret van de kloosterorde van benedictijner zusters, gelegen in het Belgische Anhée aan de rand van Maredret, een klein dorp op het heuvelachtige platteland ten zuiden van Charleroi en Namen. De abdij werd ingehuldigd in 1893 met de installatie van zeven nonnen. Het bouwen van de abdijkerk gebeurde tussen 1898 en 1907. Maredret is verbonden aan de Congregatie van de Annunciatie binnen de Benedictijnse Confederatie.

## Geschiedenis
Het project voor de oprichting van een gemeenschap van benedictijner zusters in Maredret werd opgestart door Agnès de Hemptinne, lid van een plaatselijke adellijke familie. Met eigen middelen financierde ze de bouw op een stuk grond dat de familie Desclée doneerde. Agnès de Hemptinne was de jongere zus van Hildebrand de Hemptinne die de neogotische abdij van Maredsous stichtte – op een steenworp afstand van Maredret - steeds met de hulp van de familie Desclée. Agnès de Hemptinne kreeg een sterk religieuze en monastieke vorming in het klooster van Solesmes, waardoor ze de gemeenschap van Maredret met zeven zusters kon oprichten en er de eerste zuster abdis werd. Ze nam actief deel aan de bouw van de abdijkerk en de decoratie ervan; een neogotisch werk bekend om zijn akoestiek.

## Gebouw
De eerste steen werd op 5 augustus 1891 gelegd. De bouw werd echter pas in 1936 voltooid. De abdij bestaat uit gehouwen steen en kalkbreukstenen onder een traditioneel leien dak, gebouwd in neogotische stijl en ligt op een heuvel met uitzicht over Maredret en de Molignée vallei. De abdijkerk – voltooid in 1907 - was een van de laatste projecten van de modieuze gotische revival van de Gentse architect Auguste Van Assche. Het interieur en de ramen zijn beschreven als opmerkelijk. Latere gebouwen waren het werk van een opeenvolging van lokale architecten. De site van 15 hectare is omgeven door een hoge muur van ruwe steen, versterkt met twee middeleeuwse torens.

## Bijgebouwen
De site omvatte ook verschillende bijgebouwen, die zich binnen maar dicht bij de buitenmuur bevonden. De "Clos Saint-Jean", voorheen bekend als de Villa Saint-Jean en de "Clos Saint-Pierre", voorheen bekend als "het tuinmanshuis" en later als het "schoolhuis" werden beide in 1892 gebouwd, het werk van de architect G. Soreil. De "Clos Saint-Pierre" werd in 1933 uitgebreid en was gedurende vele jaren een bezoekerscentrum. Aan de zuidkant van de site, aan de voet van de heuvel, herbergt de "Kapel van Onze-Lieve-Vrouw van Genade" ("Notre-Dame de Grâce") een kopie van het beeld van "Onze-Lieve-Vrouw van Genade". Het origineel, in het nabijgelegen Berzée, wordt sinds 1909 vereerd om zijn wonderbaarlijke krachten. De bouw van de kapel van Maredret, met materiaal van de plaatselijke steengroeven in Denée, was het werk van architect-aannemer Lambotte.

Verlicht missaal van Marie-Louise Lemaire in de Sint-Baafskathedraal

## De kunst van het verluchten

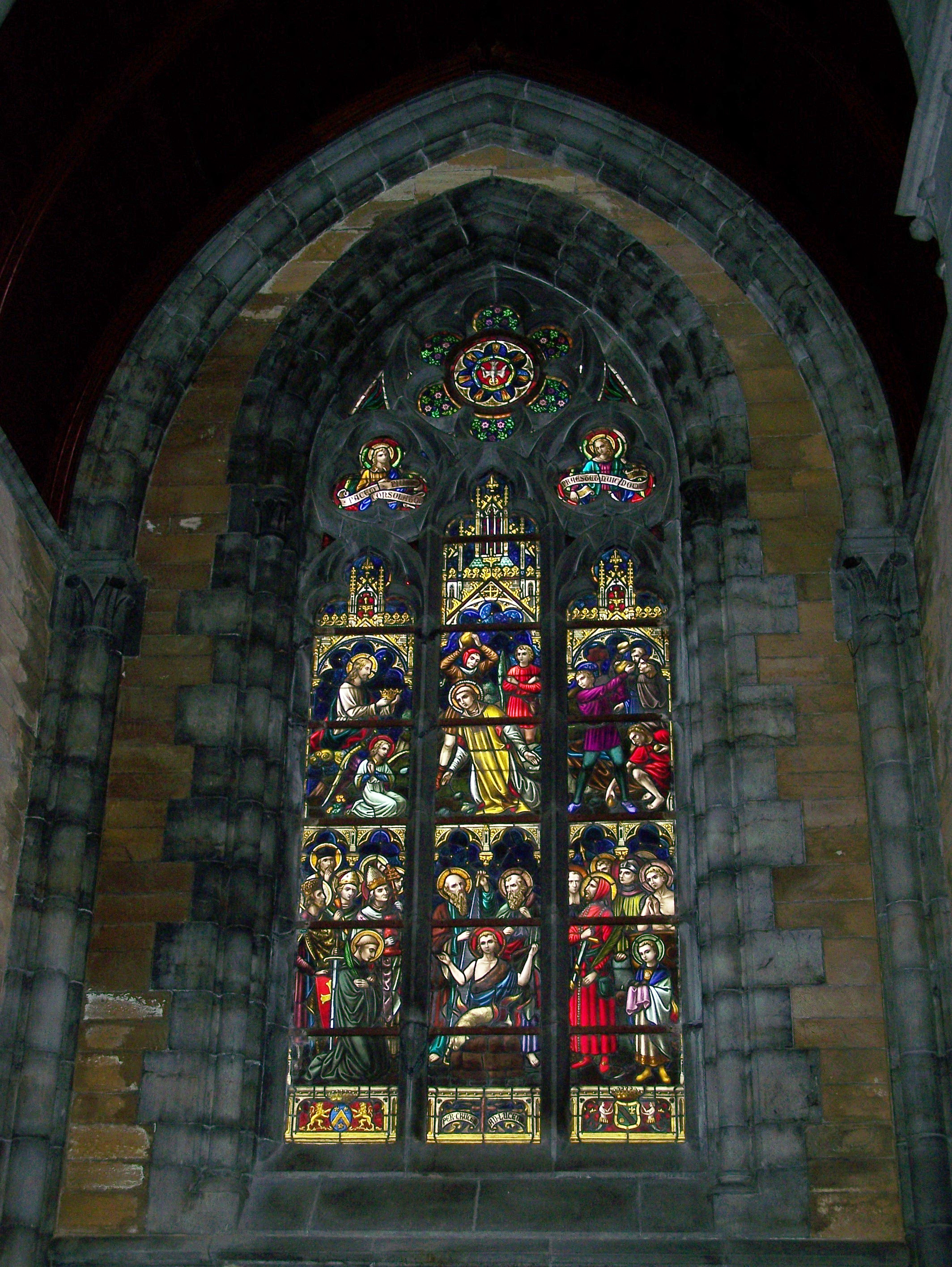
Glasraam in de abdij van Maredret

Al bij de oprichting van de abdij in 1893 voorzag men een scriptorium waar nonnen zich bekwaamden in de oude technieken van de middeleeuwse kopiisten en verluchters. Zij herontdekken en namen de traditionele technieken van de middeleeuwse stijl over. Het duurde meerdere jaren vooraleer de zusters alle geheimen van deze kunst onder de knie hadden. De intrede van zuster Marie-Madeleine Kerger in 1898 had een grote bloei van deze kunstenaarswerkplaats tot gevolg. Zuster Marie-Madeleine had zuster Marie-Louise Lemaire als leerlinge die later zelf zuster Bénédicte Witz opleidde in deze kunstrichting. Verluchting beschouwde men als typisch vrouwelijke kunst. Daarom werd dit ambacht vaak door vrouwelijke monniken uitgevoerd. De bekende pastorale brief 'Patriottisme en uithoudingsvermogen' van kardinaal Mercier (Kerstmis 1914), gekalligrafeerd en verlucht (35 platen) in dit atelier door de Benedictijnse nonnen in 1915 en 1916, werd geklasseerd als 'Roerend Erfgoed' van de Federatie Wallonië-Brussel (2015). Twee verluchte missalen, kunstwerken die in de jaren 1960-1970 door de benedictijner Marie-Louise Lemaire werden gecreëerd, recupereerde men op een veiling van de Archeologische Vereniging van Namen. Grote bibliotheken waar creaties uit het atelier van deze abdij te vinden zijn: de Biblioteca Apostolica in het Vaticaan, de Pierpont Morgan Library in New York, het Victoria & Albert Museum in Londen en de Bibliothèque Nationale in Parijs.

## De hedendaagse abdij
De abdij is steeds meer gericht op ambachten. De zusters hebben een expertise in de kunst van het verluchte handschrift die kan worden toegepast op documenten in belangrijke stadia van het individuele christelijke leven: doopsel, religieuze bevestiging of bekering, huwelijk en begrafenis. Religieuze beeldtaal is een belangrijk onderdeel van het courante leven van de abdij, samen met de ambachtelijke regionale voedselproductie. Het bezoeken van de abdij is niet mogelijk. Men kan er wel terecht om te bidden en voor verschillende activiteiten zoals retraites, eucharistievieringen, concerten en workshops.